# Östra Chimsaglaciären
Östra Chimsaglaciären (georgiska: მყინვარი აღმოსავლეთი ხიმსა, Mqinvari aghosavleti Chimsa) är en glaciär i Georgien. Den ligger i den autonoma republiken Abchazien, i den nordvästra delen av landet. Mq'invari Aghmosavleti Khimsa ligger 2 370 meter över havet.